# Suspension indépendante

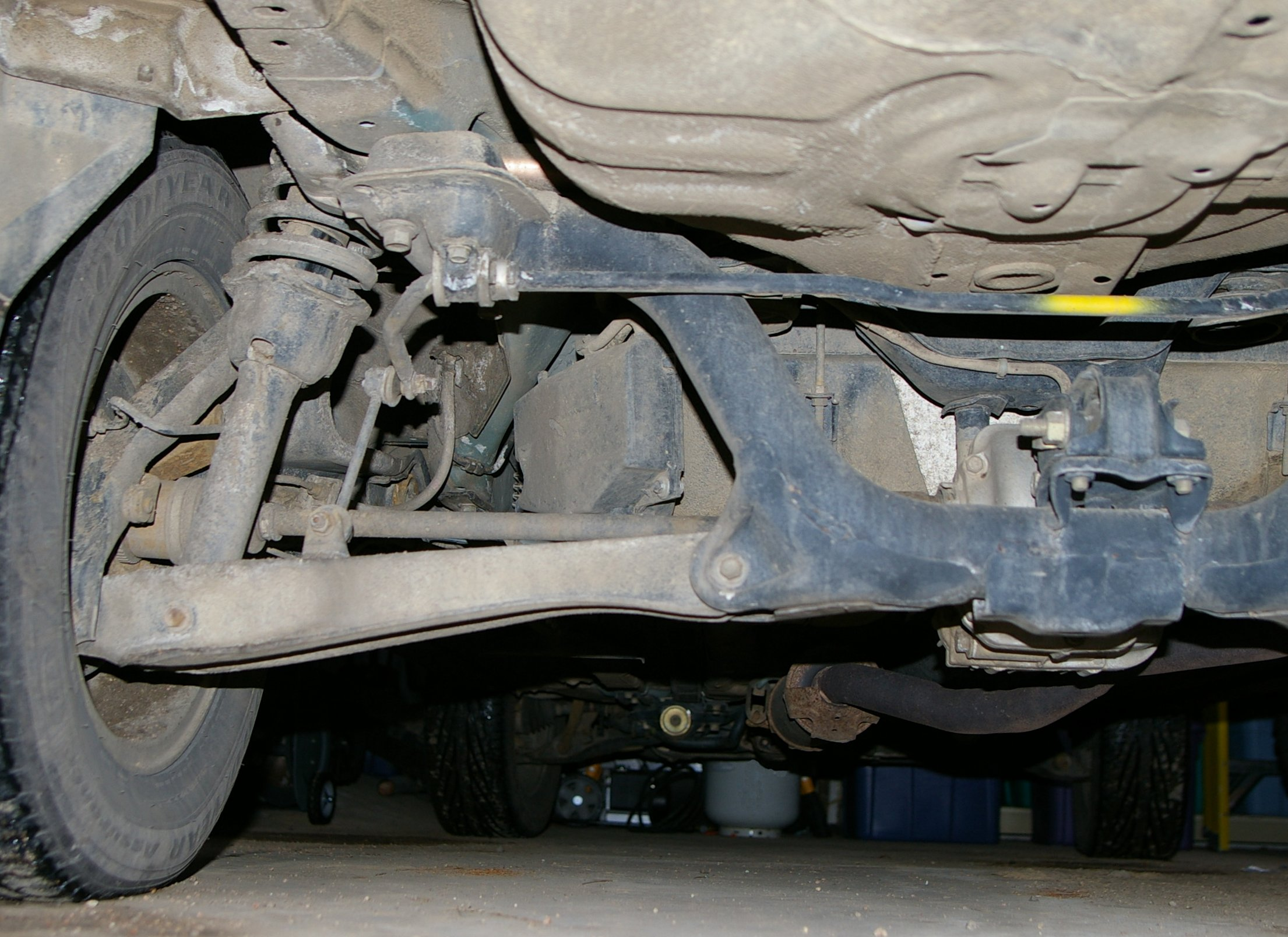
Une suspension indépendante sur une roue arrière de voiture à transmission intégrale. La barre anti-roulis porte un peu de peinture jaune.

Suspension indépendante est un terme général qui s'applique à toute suspension automobile qui permette à chaque roue du même essieu de se déplacer verticalement (c'est-à-dire de réagir à une imperfection de la route) indépendamment de l'autre du même train. Ceci en opposition avec un essieu rigide ou un système De Dion dans lequel les roues sont liées (un mouvement sur l'une a des effets secondaires sur l'autre).
« Indépendant » désigne le mouvement ou le chemin du mouvement des roues/suspension. Il est commun pour les côtés gauche et droit de la suspension d'être connectés avec des barres anti-roulis ou un autre mécanisme du genre. La barre anti-roulis maintient les ressorts de suspension ensemble sans joindre leurs mouvements.

## Présentation
La suspension d'un véhicule contribue à l'absorption des imperfections de la route, il existe de nombreux systèmes.
La plupart des véhicules modernes ont une suspension avant indépendante et de nombreux véhicules ont également une suspension arrière indépendante. Une suspension entièrement indépendante dispose de suspensions propres à chacune des quatre roues. Certains des premiers systèmes indépendants utilisés étaient des essieux pendulaires, mais les systèmes modernes utilisent des systèmes Chapman ou des jambes de force MacPherson, des bras oscillants, des multibras, ou des triangles.
La suspension indépendante offre généralement de meilleures qualités de conduite et tenue de route, en raison du poids non suspendu plus faible et de la capacité de chaque roue de rester sur la route indépendamment de l'autre roue de l'axe du véhicule. La raison principale pour laquelle le poids non suspendu est moindre que sur une conception à essieu rigide est que, sur les roues motrices, le différentiel ne fait pas partie des éléments non suspendus du système de suspension. Il est directement vissé sur le châssis du véhicule ou, le plus souvent, à un sous-châssis. Le mouvement relatif entre les roues et le différentiel est obtenu grâce à l'utilisation d'arbres de transmission connectés par des cardans semblables aux joints à vitesse constante utilisés dans les véhicules à traction avant.

### Avantages
Ce système offre de nombreux avantages par rapport aux autres systèmes de suspension. Par exemple, dans le système de suspension à essieu rigide, lorsqu'une des roues rencontre une bosse, celle-ci affecte les deux roues. Cela nuit à la traction, au confort du voyage, et peut également entraîner un flottement dangereux à grandes vitesses. Sur un système de suspension indépendante, une bosse n'affecte que la roue qui la passe. Ceci apporte un plus grand confort, une meilleure traction, plus de sécurité et des véhicules plus stables sur route et en tout-terrain.

## Types communs

### Suspension de type MacPherson
C'est aujourd'hui le système le plus largement utilisé comme suspension avant sur les automobiles. Très simple et efficace, il utilise une jambe de force et un amortisseur fonctionnant en tandem et pivotant sur une rotule unique. Ce système fut popularisé par les Ford britanniques dans les années 1950, puis adopté par BMW (1962) et Porsche (1963). L'arrivée des traction avants va le faire largement adopter.

### Suspension à double triangulation

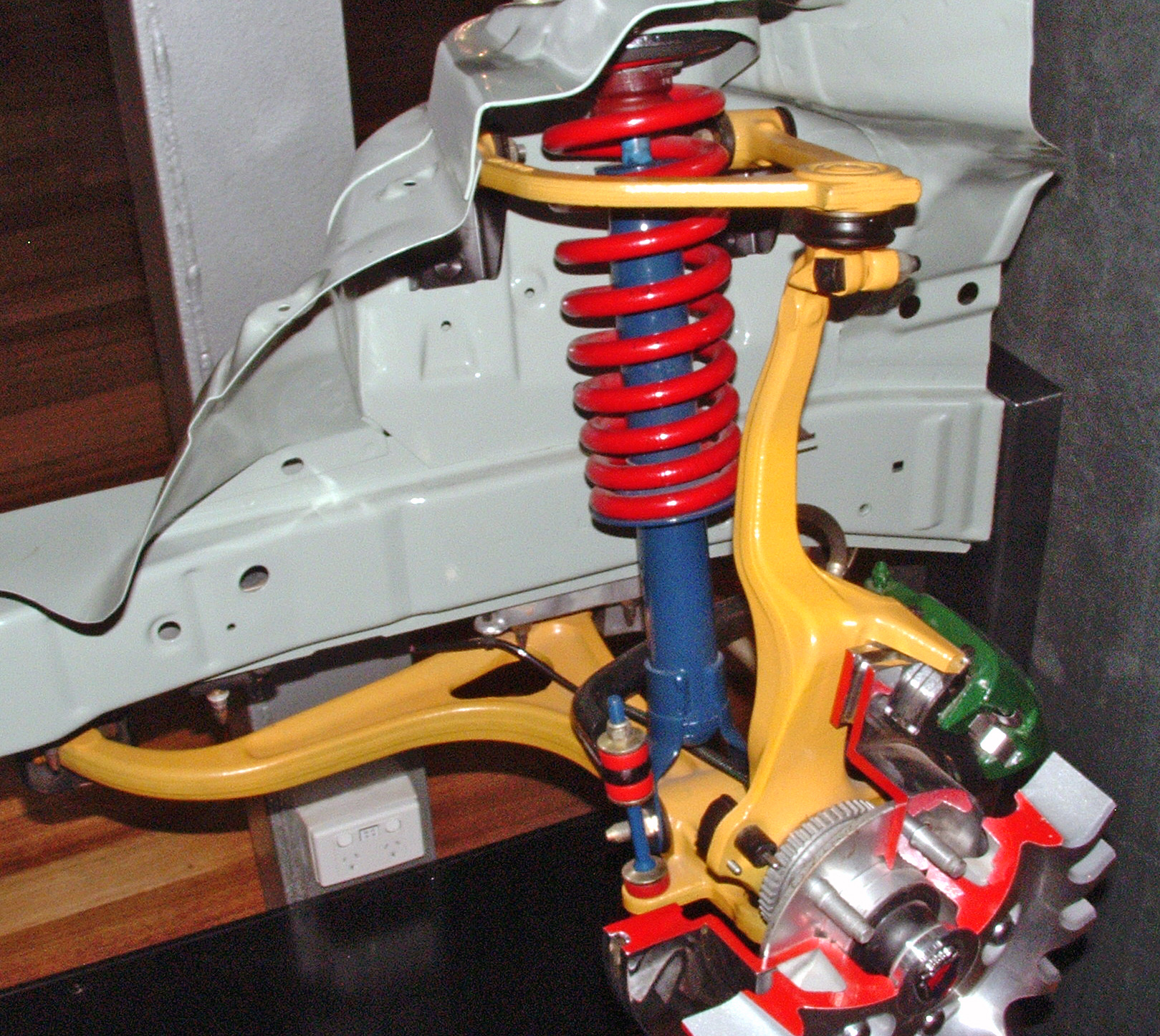
Suspension à double triangulation.

### Ressorts à lame transversaux
Plusieurs modèles de suspensions indépendantes ont utilisé des ressorts à lames transversaux. La plupart utilisaient des ressorts à lames multiples en acier, bien que les modèles plus récents utilisent des ressorts en fibre de plastique renforcés de fibre de verre. Indépendamment du type de ressort (multi-lames d'acier ou fibres synthétiques), une distinction peut être faite entre les systèmes où les lames servent également de lien et celles où elles n'agissent que comme ressort.
En 1981, General Motors inaugure l'utilisation d'un ressort à lame transversale synthétique sur sa Corvette de troisième génération. Le ressort utilise un montage central isolant les mouvements de la roue gauche de la droite. Le ressort synthétique réduit le poids et élimine les frottements.
Plutôt que de monter au centre le ressort à lames transversal et d'isoler ainsi les côtés gauche et droit des ressorts, certains constructeurs, comme Fiat, ont utilisé deux supports largement espacés. Ceci fut d'abord employé à l'avant de la Fiat 600 de 1955, et, plus tard, à l'arrière sur la Fiat 128. Le ressort peut pivoter à l'intérieur des montures, permettant au déplacement du ressort d'un côté d'affecter l'autre côté. Cette communication mécanique entre les côtés gauche et droit de la suspension se traduit par un effet similaire à celui d'une barre anti-roulis,.
Le ressort à lame transversale n'est plus utilisé aussi couramment qu'autrefois. Il est devenu très rare sur les voitures modernes, la Corvette et quelques modèles Volvo en sont des exemples. Il fut plus largement utilisé sur de nombreuses Triumph (la Herald, la Vitesse, la Spitfire et la GT6 avaient toutes des suspensions arrière à lames transversales), ainsi que les Volvo de la période 1995-1998 (les 960/S90/V90).
Ce type de suspension ne doit pas être confondu avec les essieux rigides et ressorts à lames longitudinaux qu'on trouvait par exemple sur les premières voitures Ford.